# Orthopsittaca manilata
L'ara panciarossa (Orthopsittaca manilata (Boddaert, 1783)) è un uccello della famiglia degli Psittacidi, unica specie del genere Orthopsittaca Bonaparte, 1854.
È una specie stanziale originaria delle regioni amazzoniche tropicali del Sudamerica, diffusa da Colombia e Trinidad a nord a Perù amazzonico, Bolivia e Brasile centrale a sud, fino alle regioni brasiliane del cerrado nord-occidentale. Vive nelle foreste e nelle paludi di palme moriche (Mauritia flexuosa), specie attorno alla quale ruota l'intera esistenza. Sebbene in alcuni luoghi sia piuttosto comune, in altre zone, dove le palme moriche sono state abbattute per ricavarne pali o per fare spazio ai pascoli, è divenuta molto rara; molti esemplari vengono catturati anche per essere venduti come animali da compagnia.

## Descrizione

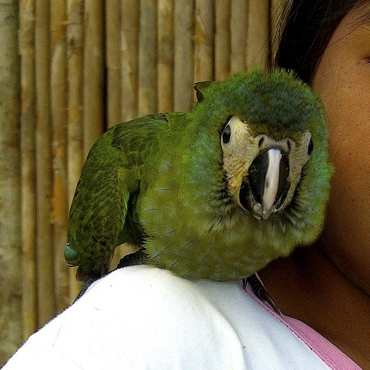
Un esemplare immaturo tenuto come animale da compagnia in Perù.

L'ara panciarossa è un'ara dal colore generale verde lunga circa 46 cm, compresa la lunga coda appuntita, e dal peso di 300 g. Maschi e femmine hanno aspetto esteriore simile e gli esemplari adulti hanno il becco color grigio scuro. La cera e gran parte della faccia sono ricoperte da una pelle glabra color giallo senape e l'iride è color marrone scuro. La fronte è bluastra. Il mento, la gola e la parte superiore del petto sono grigiastri con alcune scagliature verdi e la parte inferiore dell'addome è rosso-brunastra. Il sottoala e il sottocoda sono giallo chiaro. Le zampe sono grigio scuro. Gli immaturi hanno colori più tenui degli adulti e un becco grigio con una caratteristica striscia mediana bianca che corre lungo l'intera lunghezza del ramo superiore. L'unica altra specie di ara che presenta negli immaturi una simile colorazione del becco è l'ara di Spix.

## Biologia
L'ara panciarossa emette vocalizzi striduli dai toni molto elevati. Si nutre dei frutti e dei semi delle palme, specialmente di quelle moriche. Su queste palme si raduna in gruppi molto numerosi, soprattutto all'alba e al crepuscolo.

### Riproduzione
Nidifica nelle cavità degli alberi, preferendo di gran lunga le palme moriche agli altri. Depone solitamente da due a quattro uova per nidiata. La femmina le cova per circa 27 giorni; gli immaturi si involano 77 giorni dopo la schiusa

## Distribuzione e habitat
Nel Bacino del Rio delle Amazzoni, nella Regione Nord del Brasile, l'ara panciarossa si incontra ovunque, tranne nel quadrante nord-occidentale, nella regione lungo il Rio Negro ai confini tra Colombia e Venezuela; vive anche in tutte le Guyane, comprese le zone del Massiccio della Guyana nel Venezuela orientale e il bacino del corso inferiore dell'Orinoco.
In Brasile il limite meridionale dell'areale si spinge fino al termine del Bacino del Rio delle Amazzoni, dove questo confina con il cerrado centro-meridionale e nord-occidentale.